# Ourmas
Ourmas ou Ourmes est une commune de la wilaya d'El Oued en Algérie.

## Géographie

### Situation
Le territoire de la commune d'Ourmas est situé à l'ouest de la wilaya.
| Taghzout                   | Taghzout   | Kouinine |
| Taïbet (wilaya de Ouargla) | Ourmas     | Kouinine |
| Mih Ouansa                 | Mih Ouansa | Kouinine |

### Localités de la commune
La commune d'Ourmas est composée de trois localités :
- Hadhoudi
- Legouiret
- Ourmas